# Marino Basso
Marino Basso (ur. 1 czerwca 1945 w Caldogno) – włoski kolarz szosowy i torowy, złoty medalista szosowych mistrzostw świata.

## Kariera
Największy sukces w karierze Marino Basso osiągnął w 1972 roku, kiedy zdobył złoty medal w wyścigu ze startu wspólnego podczas szosowych mistrzostw świata w Gap. W zawodach tych wyprzedził bezpośrednio swego rodaka Franco Bitossiego oraz Francuza Cyrille'a Guimarda. W tej samej konkurencji był też szesnasty na rozgrywanych pięć lat wcześniej mistrzostwach świata w Heerlen. Ponadto wygrywał między innymi wyścig Mediolan-Vignola w latach 1968, 1971 i 1973, Trofeo Matteotti, Giro del Piemonte i Tre Valli Varesine w 1969 roku, Grosser Preis des Kantons Aargau w 1973 roku, a cztery lata później był najlepszy w Coppa Placci. Wielokrotnie startował w Giro d’Italia, łącznie wygrywając 15 etapów. W klasyfikacji generalnej najlepszy wynik osiągnął w 1971 roku, kiedy zajął 42. miejsce, a w klasyfikacji punktowej był najlepszy. Dwa lata wcześniej był drugi w klasyfikacji punktowej, a w generalnej zajął 47. miejsce. Cztery razy wziął udział w Tour de France, wygrywając przy tym sześć etapów. Najlepiej wypadł w 1970 roku, kiedy był trzeci w klasyfikacji punktowej, a klasyfikacji generalnej uplasował się na 63. pozycji. W 1975 roku wystartował w Vuelta a España. Wygrał wtedy sześć etapów, jednak nie zdołał ukończyć całego wyścigu. Nigdy nie wystąpił na igrzyskach olimpijskich. Startował także w kolarstwie torowym, ale bez większych sukcesów. W 1978 roku zakończył karierę.

## Najważniejsze zwycięstwa
- 1968 - Mediolan-Vignola
- 1969 - Trofeo Matteotti, Giro del Piemonte, Tre Valli Varesine
- 1971 - Mediolan-Vignola
- 1972 - mistrzostwo świata ze startu wspólnego
- 1973 - Grosser Preis des Kantons Aargau, Mediolan-Vignola
- 1977 - Coppa Placci